# Myopias amblyops
Myopias amblyops är en myrart som beskrevs av Julius Roger 1861. Myopias amblyops ingår i släktet Myopias och familjen myror. Inga underarter finns listade i Catalogue of Life.

## Bildgalleri

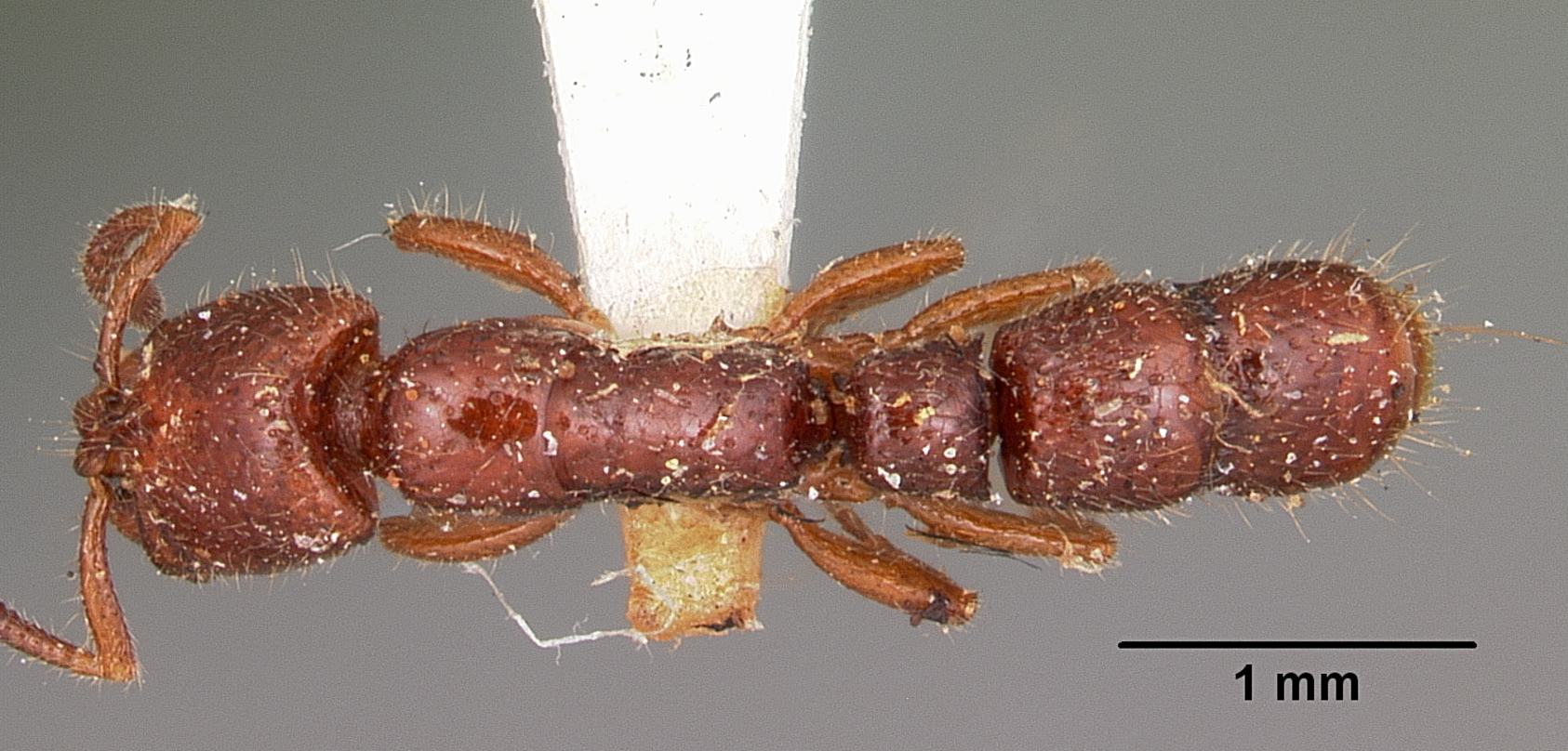
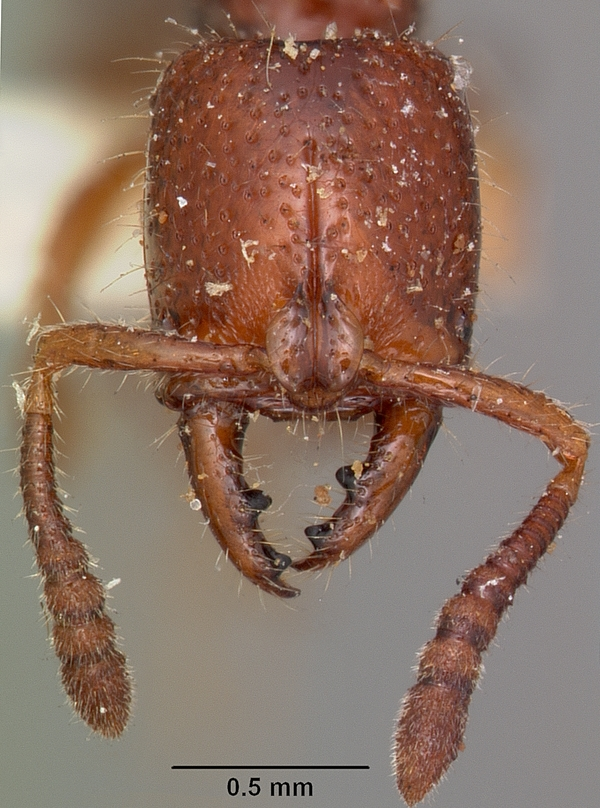
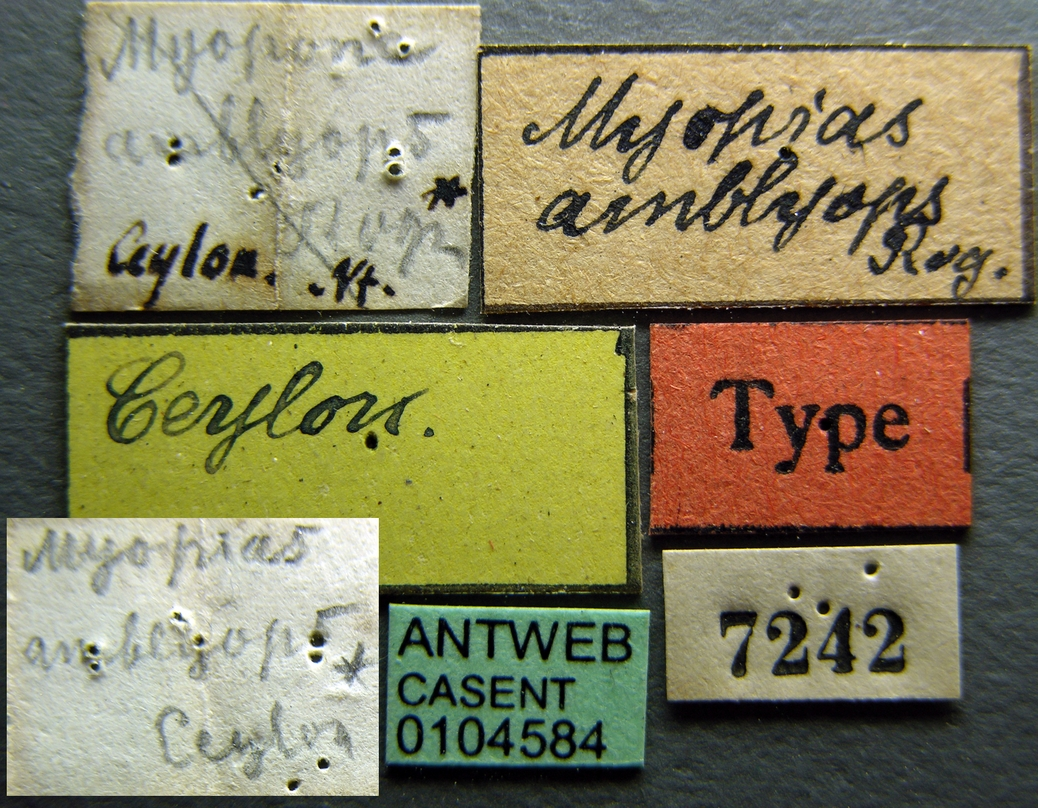
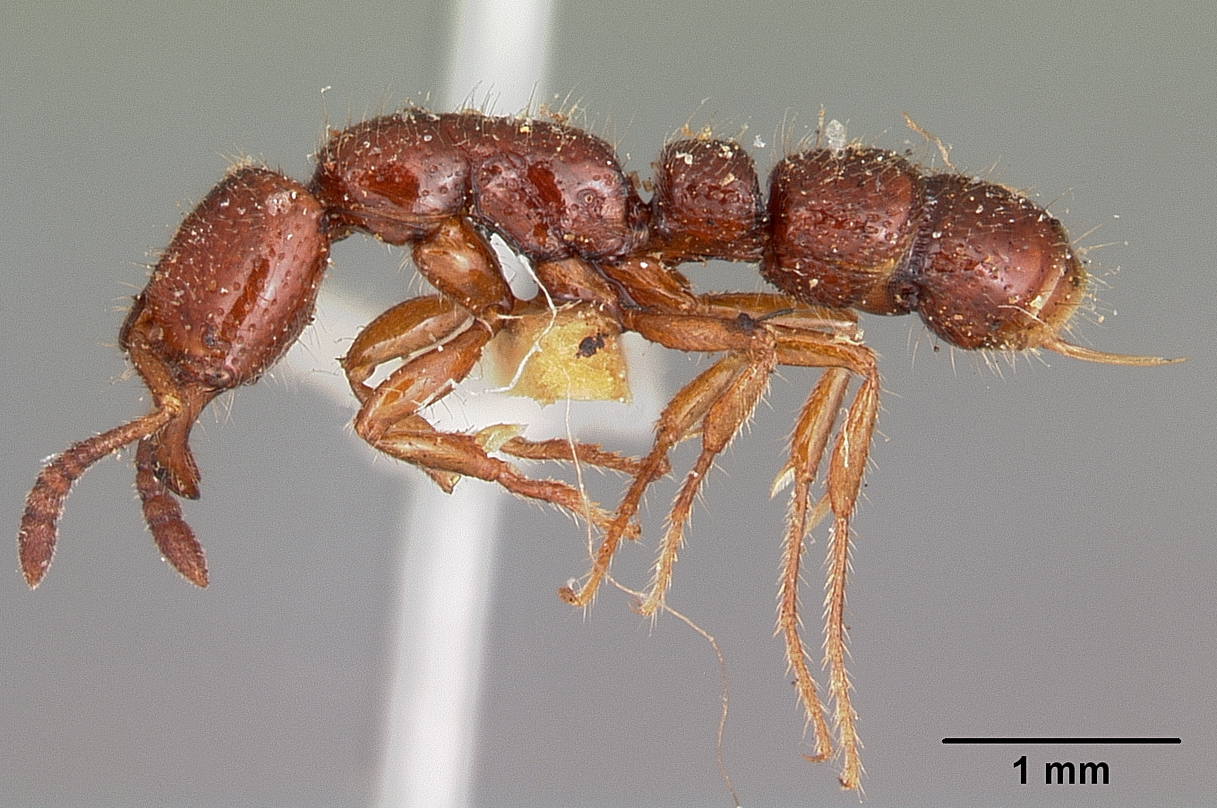